# رابرت وستال
رابرت وستال (به انگلیسی: Robert Atkinson Westall) (زادهٔ ۷ اکتبر ۱۹۲۹ - درگذشتهٔ ۱۵ آوریل ۱۹۹۳)نویسنده، معلم و روزنامه‌نگار انگلیسی بود.
وستال سال ۱۹۲۹ یعنی ده سال پیش از آغاز جنگ جهانی دوم در شهر نورث شیلد انگلستان به دنیا آمد و دوران نوجوانی اش را هم در همان شهر گذراند.
محل زندگی وستال، از جمله خیابان‌ها، کوچه‌ها، خانه‌ها، مغازه‌ها و مدرسه‌هایش و نیز اتفاقات و دلهره‌های دوران جنگ جهانی دوم تأثیر بسیاری بر او گذاشت و به منبع الهام بسیاری از داستان‌هایش تبدیل شد. او پس از پایان تحصیلاتش در دانشگاه در رشتهٔ هنر، مدتی را به معلمی در چند مدرسه گذراند و پس از آن تا سال ۱۹۸۵ که بازنشسته شد، به روزنامه‌نگاری پرداخت. اما نویسنده شدن رابرت وستال بیش از هر چیز، ناشی از پیدا کردن نسخهٔ خطی از کتاب ناتمام پسرش بود. پسر او در ۱۷ سالگی و بر اثر تصادف درگذشته بود؛ آن هم در حالی که وستال از آرزوی پسر خود برای نویسنده شدن هیچ اطلاعی نداشت.
رابرت وستال در سال ۱۹۹۳ و پیش از انتشار آخرین کتابش با عنوان «کابوس» درگذشت.
یکی از رمان‌های معروف او مسلسل چی‌ها بوده‌است.